# Maximino Martínez
Maximino Martínez y Martínez (San Miguel Regla, Hidalgo, 30 de mayo de 1888 - 2 de junio de 1964) fue un botánico mexicano.

## Biografía
A los 3 años, quedó huérfano de su padre, y fue criado por su madre en la ciudad de Pachuca. Fue bachiller y también Maestro Normal, en 1913. En la Universidad Autónoma del Estado de México se graduó como licenciado en ciencias biológicas.[cita requerida]
Fue profesor universitario en la Escuela Nacional de Agricultura (hoy Universidad Autónoma Chapingo); en su honor, el Pinetum de dicha institución lleva su nombre. Estuvo a cargo del Herbario Nacional de México y de la Sección de Botánica del Museo de Historia Natural.[cita requerida]
Fue comisionado por la Secretaría Nacional de Educación Pública para estudiar las floras de Europa, de China y de Japón.[cita requerida]
En 1941, fue uno de los fundadores de la Sociedad Botánica de México, de la cual fue presidente y, posteriormente, secretario perpetuo, además de que fue editor por largos años del Boletín.[cita requerida]

## Honores

### Eponimia
La especie de pino endémica del sur de la Sierra Madre Occidental (Durango y Zacatecas) lleva en su honor el nombre científico binomial de Pinus maximartinezii Rzed. 1964.
- La abreviatura «Martínez» se emplea para indicar a Maximino Martínez como autoridad en la descripción y clasificación científica de los vegetales.[2]

Existe una calle con el nombre Biólogo Maximino Martínez, en la colonia San Salvador Xochimanca, en la Ciudad de México.[cita requerida]